# Akwilon
Akwilon (łac. Aquilo, gr. Βορέας Boréas, Borrás) – w mitologii rzymskiej bóg i uosobienie wiatru północnego i północnej strony świata.
Uosabiał gwałtowny, burzliwy, mroźny i niebezpieczny dla żeglarzy wiatr. Był utożsamiany z greckim Boreaszem.